# 2084 Okayama
A 2084 Okayama (ideiglenes jelöléssel 1935 CK) a Naprendszer kisbolygóövében található aszteroida. Sylvain Julien Victor Arend fedezte fel 1935. február 7-én.